# Александра Пандуревић
Александра Пандуревић (Сарајево, 16. јануар 1974) српска је политичарка, чланица Српске демократске странке.

## Биографија
Рођена је 16. јануара 1974. године у Сарајеву. Похађала је Основну школу „Глиша Јанковић” на Илиџи. Након тога уписала је Другу гимназију у Сарајеву. Пред крај средњошколског школовања почео је рат у Босни и Херцеговини, одлази у Београд где је завршила средњу школу и уписала Математички факултет Универзитета у Београду.
Од 1996. године бавила се новинарством. Први медији за кога је радила био је дневни лист Српско Ослобођење. Након што је тај лист угашен, радила је у београдским дневним новинама Вести и недељнику Печат. Од 2007. године радила је у информативној служби Српске демократске странке, а 2010. године постала је члан Главног одбора странке. На предлог Борислава Бојића, тада једног од високих функционера СДС-а, кандидовала се за посланика у Парламентарној скупштини БиХ. Њену канидатуру су подржали и остали чланови страначког руководства. Са освојених 2.844 гласова постала је посланик СДС-а у Парламенту БиХ. На следећим Општим изборима који су одржани 2014. године поново је освојила посланички мандат са 26.867 гласова. Од 2015. године је члан Председништва СДС-а.
Живи у Источном Сарајеву.